# О Сын Нип
О Сын Нип (кор. 오승립?, 吳勝立?; род. 6 октября 1946) — южнокорейский дзюдоист, призёр Олимпийских игр и чемпионата мира.

## Биография
Родился в 1946 году. В 1969 году стал бронзовым призёром чемпионата мира. В 1972 году завоевал серебряную медаль Олимпийских игр в Мюнхене.